# Balancí (moble)

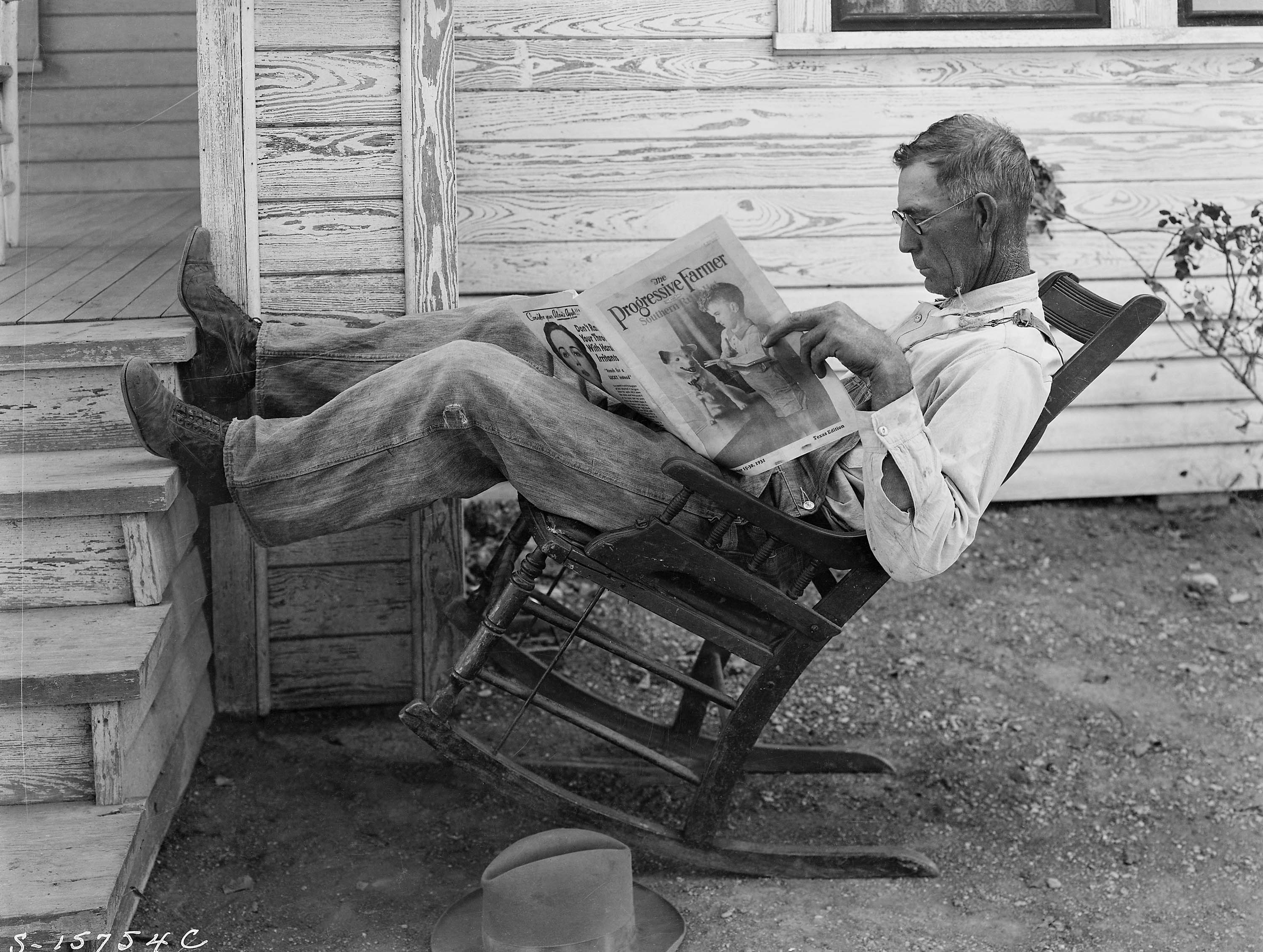
Granger en un balancí

Un balancí és una cadira amb els peus units a unes làmines inferiors corbades permetent a la persona de balançar-se endavant i enrere. En un moment donat, el balancí està en contacte amb el terra en tan sols dos punts. Moltes persones experimenten una sensació de relaxació produïda per l'acció de balanceig. A més, el balancí és confortable perquè el seient es posa automàticament en una posició en la qual el centre de gravetat de la persona està alineat als punts de contacte, la qual cosa permet de limitar els esforços musculars de moviment del cos. Segons un mite americà, el balancí hauria estat inventat per Benjamin Franklin, malgrat que cap nota de la seva biografia no ho acredita. L'origen prové més aviat d'Anglaterra cap al 1725. A partir del segle xix, el balancí comença a ser fabricat per les empreses de mobiliari, sobretot el taller de Duncan Phyfe, pioner en els mobles d'estil Imperi a Nova York.